# Soapy Smith
Jefferson Randolph Smith (2. listopadu 1860 Coweta County — 8. července 1898 Skagway), zvaný Soapy Smith (Mýdlový Smith), byl americký gangster, výrazná postava Divokého západu a zlaté horečky na Klondiku.
Pocházel z plantážnické rodiny z Georgie, která po americké občanské válce přišla o majetek a odstěhovala se do Texasu. J. R. Smith se původně pokoušel živit jako kovboj, ale brzy se připojil ke skupině pistolníků a hazardních hráčů ve Fort Worth, v níž byl i Texaský Jack. V roce 1879 přijel do Denveru, který byl prudce rostoucím centrem obchodu a těžby zlata, a živil se jako falešný hráč karet a skořápek. Přezdívku Soapy získal díky svému proslulému „mýdlovému triku“. Na rušné ulici začal balit kostky mýdla do bankovek a teprve pak do balicího papíru a nabízet kolemjdoucím, že když si toto mýdlo za dolar koupí, mohou vyhrát velkou sumu. Poté, co nastrčení Smithovi komplici skutečně našli po rozbalení svého mýdla stodolarovky, seběhl se houf lidí ochotných dát dolar i více za obyčejné mýdlo v hodnotě sotva pěti centů, těm už ovšem obratný Smith podstrčil balíčky, které žádné peníze neobsahovaly.
Smith bohatl, obklopil se množstvím společníků, tvořících tzv. Soap Gang v čele s jeho mladším bratrem Bascombem Smithem a dařilo se mu korumpovat denverskou policii i úředníky magistrátu. Roku 1888 si otevřel hernu Tivoli Club. Aby předešel kritice, že okrádá důvěřivé lidi, umístil nad vchod saloonu výstražný nápis Caveat emptor (latinsky Ať si dá kupec pozor). Na Divokém západě ovšem nežilo tolik latiníků, aby toto varování někoho odradilo. Navzdory špinavému původu svých peněz vystupoval Smith jako solidní obchodník a dával vysoké sumy na dobročinné účely, podporoval také výstavbu kostelů, což mu vyneslo řadu příznivců.
V roce 1892 zahájila denverská radnice rozsáhlou kampaň proti hazardním hrám, Smith se tedy odebral do města Creede, které bohatlo z těžby stříbra, zde kromě saloonu a nevěstince provozoval také panoptikum, v němž vystavoval mumii známou jako McGinty. Po návratu do Denveru se dostal do konfliktu s novým guvernérem Davisem Hansonem Waitem a hrozilo mu vězení, uprchl tedy napřed do Mexika a pak na Aljašku.
Roku 1897 se Soapy Smith usadil v přístavu Skagway, přes který proudily davy prospektorů mířících průsmykem White Pass na zlatonosná pole okolo Dawson City. Zde se obohatil řadou podvodů, jako byla fiktivní telegrafní stanice, z níž lidé posílali za tučný poplatek vzkazy rodinám doma, ačkoli do města nebyla vůbec zřízena telegrafní linka (za další poplatek dokonce zlatokopové dostali odpověď, sestavenou Smithovými agenty), nebo informační agentura, doporučující majetným příchozím do Skagwaye návštěvu Smithova saloonu, kde byli následně okradeni. Soapy svoji činnost obhajoval jako potřebnou selekci zlatokopů: kdo je tak hloupý, aby se nechal obehrát v kartách, ten nemá na drsném Severu co dělat (také mnoha lidem, které připravil o úspory, následně zaplatil ze svého cestu zpět do civilizovaných krajů). Stal se nejvlivnější postavou města: mnoho občanů s nelibostí neslo špatnou pověst Skagwaye a vytvořili tzv. Výbor 101, usilující o Smithovo vyhnání a návrat zákona, ale Smithových přívrženců bylo více než třikrát tolik, navíc Soapy využil španělsko-americké války a přiměl americkou vládu, aby jeho gangu udělila oficiální status dobrovolnické milice.
Smithovu kariéru ukončil incident 8. července 1898, kdy jeho kumpáni okradli za bílého dne jistého Johna Douglase Stewarta o zlato v hodnotě 2 600 dolarů, se kterým se vracel z Klondike do vlasti. Následovalo srocení davu vedeného zeměměřičem Frankem H. Reidem před barem Jeff Smiths' Parlor, občané požadovali vrácení lupu a potrestání viníků. Smith se s představiteli demonstrantů odebral do přístavu Juneau Wharf, kde nastalo vyjednávání, které vyústilo v hádku a následnou rvačku, při níž se Smith s Reidem začali tahat o pušku. Nakonec Reid Smitha zastřelil, sám však také utrpěl smrtelné zranění. Po Smithově smrti byl jeho gang rozprášen, do města přijela armáda a vyhlásila stanné právo. Na paměť události se ve Skagwayi slaví každého 8. července svátek Soapy Smith Wake.
Postava Soapyho Smithe se objevila ve filmech Bílý tesák (1973, hrál ho John Steiner), Zlatá horečka na Klondiku (1980, v roli Smithe Rod Steiger) a televizním seriálu Klondike (2014, Ian Hart).